# Sandrine Bélier

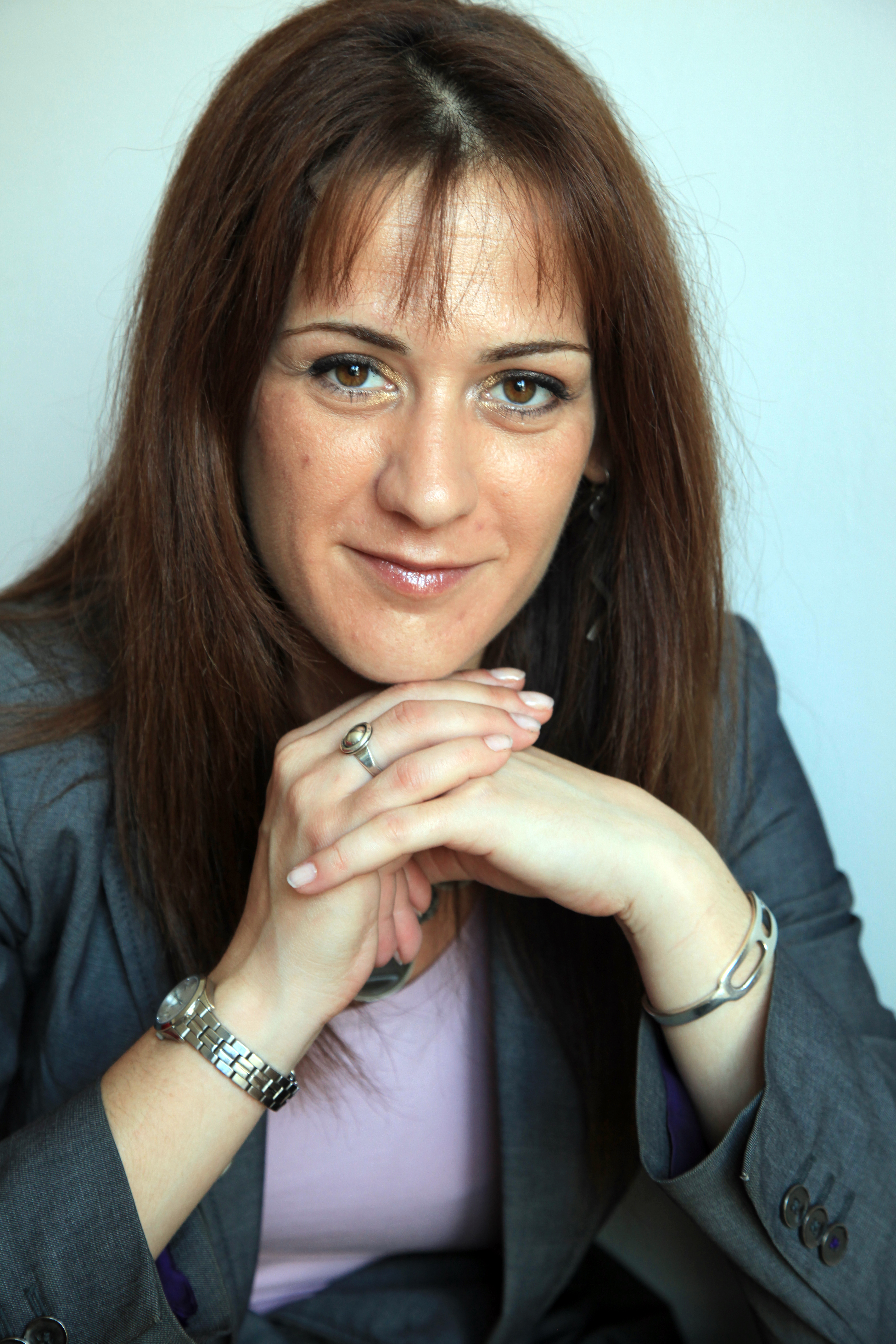
Sandrine Bélier (2011)

Sandrine Sabrina Laure Bélier (* 2. September 1973 in Longjumeau, Département Essonne) ist eine französische Umweltrechtlerin und Politikerin (Europe Écologie-Les Verts, ehemals Europe Écologie). Sie war von 2009 bis 2014 Mitglied des Europäischen Parlaments.

## Leben und Politik
Bélier studierte Rechtswissenschaften an den Universitäten Paris-Sud und Strasbourg III Robert Schuman. Sie schloss mit einem DESS im Umwelt- und Planungsrecht und einem DEA im öffentlichen Recht, Schwerpunkt Menschenrechte, ab.
Anschließend lehrte sie Umweltrecht an der Universität Straßburg und der Universität des Oberelsass und engagierte sich parallel bei verschiedenen Umweltschutzorganisationen. 2002 wurde sie Direktorin des elsässischen Umweltschutzverbandes Alsace Nature. Sie nahm 2007 an den Grenelle de l’environnement (öffentliche Diskussionsforen zum Thema Umwelt) teil und wurde 2008 zum Mitglied der Commission nationale du débat public ernannt. Im selben Jahr wurde sie Bundesdirektorin von France Nature Environnement.
Bélier wurde bei der Europawahl 2009 als Spitzenkandidatin des grün-ökologischen Bündnisses Europe Écologie im Wahlkreis Ostfrankreich in das Europäische Parlament gewählt. Sie war vor allem im Elsass und in Straßburg mit rund 21 Prozent der Stimmen erfolgreich. Als Europaabgeordnete saß Bélier in der Fraktion der Grünen/Europäische Freie Allianz. Sie war Mitglied im Ausschuss für Umweltfragen, öffentliche Gesundheit und Lebensmittelsicherheit und Delegierte für die Beziehungen zu Japan.
Bei der Europawahl 2014 erhielten Europe Écologie-Les Verts, für die sie erneut als Spitzenkandidatin antrat, in Ostfrankreich nur noch 6,4 Prozent, zu wenig für einen Wiedereinzug in das EU-Parlament. Bei der Regionalwahl 2015 in der neuen Region Grand Est (Fusion von Elsass, Lothringen und Champagne-Ardenne) war Bélier ebenfalls Spitzenkandidatin der Grünen. Diese erhielten 6,7 Prozent der Stimmen, aber keinen einzigen Sitz im Regionalrat.
Bélier wurde 2017 als Ritter des Ordre national du Mérite ausgezeichnet.